# Daphne longilobata
Daphne longilobata är en tibastväxtart som först beskrevs av Paul Lecomte, och fick sitt nu gällande namn av William Bertram Turrill. Daphne longilobata ingår i släktet tibaster, och familjen tibastväxter. Inga underarter finns listade i Catalogue of Life.